# Buddharúpa

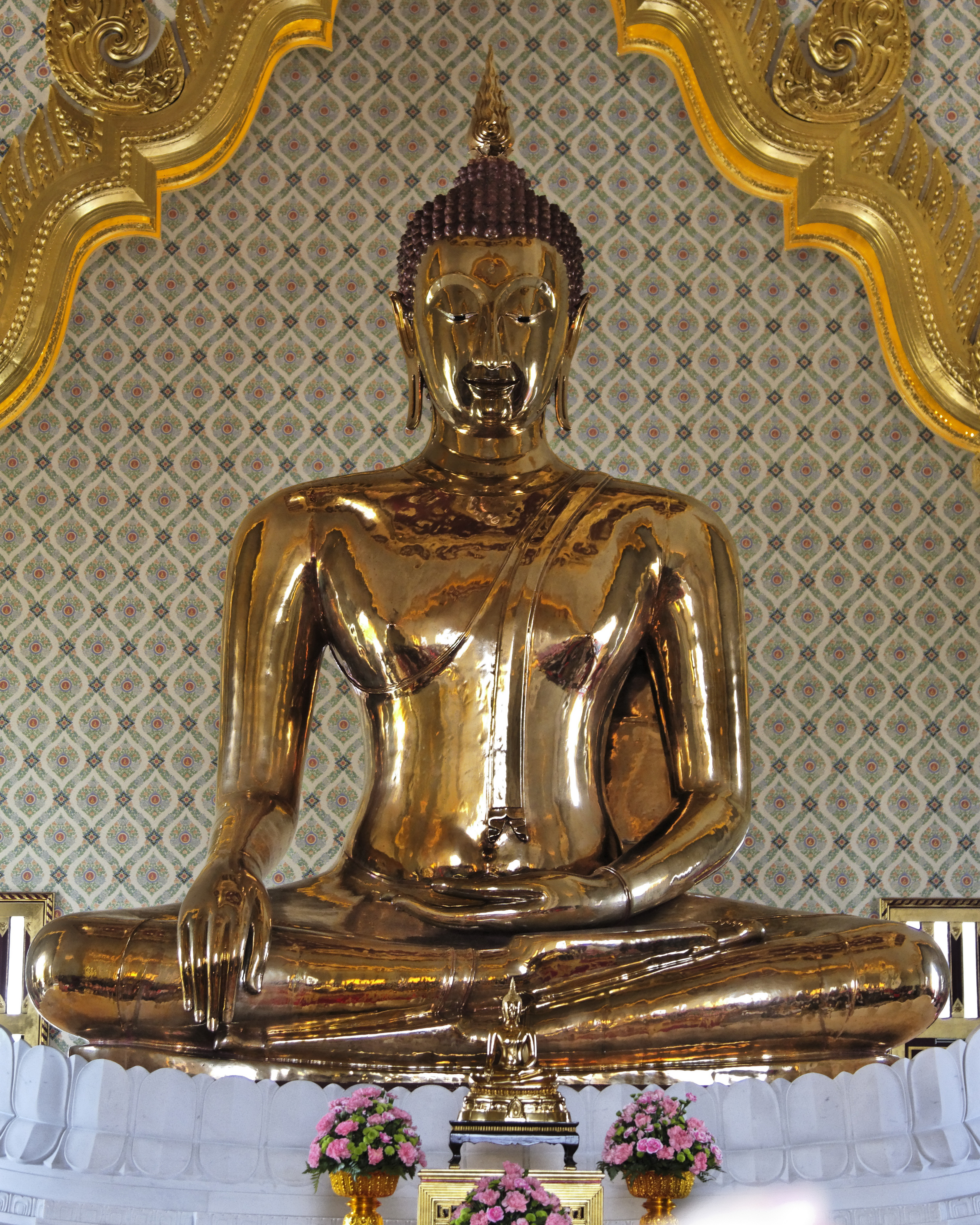
Arany Buddha-szobor Vat Traimitban, Bangkok, Thaiföld

Buddharúpa (बुद्धरूप, szó szerint „a megvilágosodott alakja”) a buddhizmusban használatos szanszkrit és páli kifejezés a Buddhát formázó szobrokra.

## Hasonlóságok
A Gautama Buddha életéről szóló szövegek értelmezéseinek kulturális és regionális különbségei ellenére akadnak általános irányelvek, amelyek egy Buddharúpára jellemzőek:
- A kéz- és lábujjak arányosan elnyújtottak
- hosszú horgas orr
- elnyújtott fülcimpák
- kidudorodó a fejtető
- széles vállak

Az elnyújtott fülcimpák a hercegi élet maradványai, amikor még különc ékszereket viselt. A fejtetőn lévő kidudorodás az usnisa, amely spiritualitást, bölcsességet és megvilágosodást fejez ki.

### Arányok

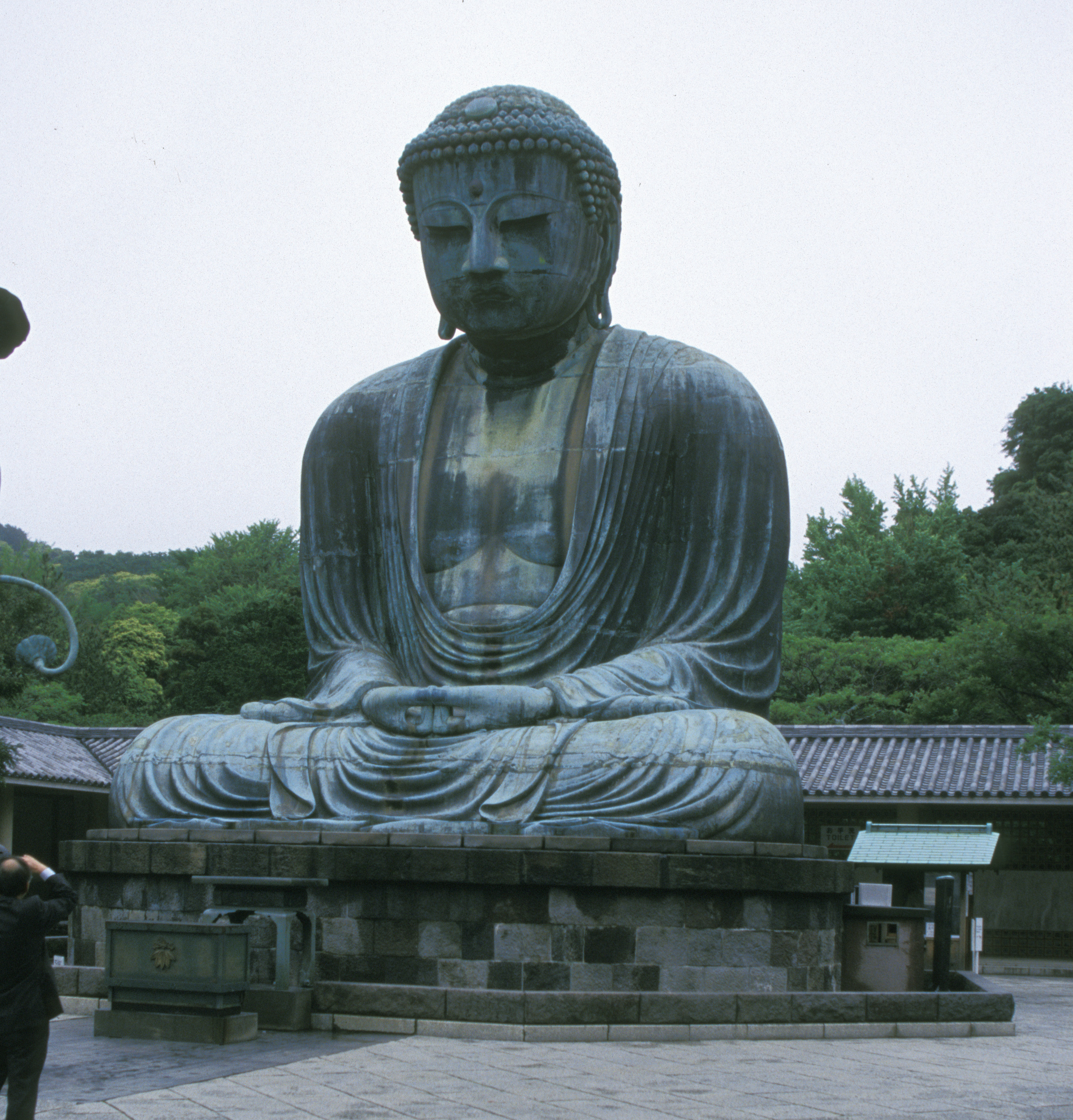
Óriás Amida Buddha Kamakura, Japán

Buddha képe az 1. századtól kezdve jelent meg Észak-Indiai Gandhára és Mathura városokban. Gandhára művészetére hatással voltak az ókori görög művészetek, amelyből később kifejlődött a Grékó-buddhista művészet. Ebben Buddha alakja valósághű és méretarányos. Az egyik legbefolyásosabb buddhista művészet a Gupta Birodalom művészete volt, majd később az Amaravati stílus. Buddha megjelenítése Indiából terjedt el Ázsia többi részére. India, Srí Lanka, a indonéz Szailendra és a kambodzsai Khmer művészete is általában arányosan mutatja Buddhát. Azonban néha  túlzottan soványnak ábrázolják, azokból az évekből, amikor Buddha aszkéta gyakorlatokat végzett. A japán buddharúpák gyakran elég négyszögletesek és merevek, míg az indiai és délkelet-ázsiai szobrok vékonyabbak.
Sok ember számára ismerősen hangzik a „boldog”- vagy „nevető buddha-szobor” kifejezés, amely valójában egy teljesen más történelmi személy ábrázolása. Pu-taj egy kínai buddhista szerzetes volt, akit Hoteinek is neveznek.

### Testtartás, arckifejezés és műtárgyak
Buddhát ábrázolják fekve, amely a legvégső eltávozására utal, a parinirvána előtt. 
Előfordul, hogy Buddha különböző tárgyakat tart a kezében, vagy szimbolikus mudrá kézmozdulatot tesz. 
Az öltözéke is egészen különböző lehet. Kínában és Japánban, ahol a szerzetesek és apácák részére nem helyes a felső karjukat fedetlenül hagyni, a buddharúpa hosszú ujjúban van, mint egy hagyományos szerzetes. Indiában gyakran félmeztelenül van ábrázolva.